# Kalobittacus hubbelli
Kalobittacus hubbelli är en näbbsländeart som beskrevs av George W. Byers 1965. Kalobittacus hubbelli ingår i släktet Kalobittacus och familjen styltsländor. Inga underarter finns listade i Catalogue of Life.